# Mikkel Sørensen (filminstruktør)
 For alternative betydninger, se Mikkel Sørensen. (Se også artikler, som begynder med Mikkel Sørensen)
Mikkel Sørensen (født: 8. februar 1980 i København) er en dansk filminstruktør.
Mikkel Sørensen begyndte som ung at mixe musik og lyd sammen på primitivt udstyr, og købte som 14-årig en synthesizer. Det blev så startskuddet til selv at komponere musik. Efter at have aftjent sin værnepligt som militærnægter på det daværende Det Danske Filmstudie's klip- og lydafdeling, blev han fastansat på filmstudiet. Efter to år fik han tilbudt job på Ministi film. Her blev han oplært i lyd arbejdet til reklamefilm, spillefilm, kortfilm, dokumentarfilm, animationsfilm. I årene 2003 til 2007 blev Mikkel Sørensen uddannet som tonemester på Den Danske Filmskole. Gennem 10 år har han arbejdet med spillefilm, kortfilm, animationsfilm, industifilm, herunder lyddesign til diverse produktioner. Desuden begyndte han at skrive og instruere kortfilm.

## Filmografi[2]
Mikkel Sørensen har været med til at producere følgende film, enten som lyddesigner, instruktør, klipper eller andet.
- Anja og Viktor - 2001
- Askepop - the movie - 2003
- Fangen - 2003
- Listetyven - 2003
- Jailbird - 2003
- Return to Sender - 2005
- Solkongen - 2005
- Højdeskræk - 2005
- En lille død - 2005
- Forsvunden - 2006
- Paragraf 15 - 2007
- Mig & Che - 2007
- One Day - 2007
- Canoe - 2007
- Det som ingen ved - 2008
- MollyCam - 2008
- Pigen der legede med ilden - 2009
- Luftkastellet der blev sprængt - 2009
- Det røde kapel - 2009
- Superbror - 2009
- Ved verdens ende - 2009
- Original - 2009
- Butikken - 2010
- Sky - 2010
- Min søsters børn alene hjemme - 2012
- 1864 - brødre i krig - 2014
- 1864 - 2014
- Min søsters børn og guldgraverne - 2015
- Den danske pige - 2015
- Familien Jul - i nissernes land - 2016
- Jeg er William - 2017
- Julemandens datter - 2018
- Hånd i hånd - 2018